# Coleção A Verdade da Vida
A Coleção A Verdade da Vida (生命の実相 = Seimei no Jisso (em japonês), numa tradução livre: Reverenciar a Imagem Verdadeira) composta por 40 volumes é a principal obra do mestre Masaharu Taniguchi fundador da filosofia Seicho-No-Ie, surgiu de uma série de artigos publicados pela Revista Seicho-No-Ie do Japão, ao longo de anos, que foram reunidos. Vendeu 3 milhões de cópias nos primeiros 3 anos, e até hoje vendeu 19 milhões de exemplares.
Após decisão judicial, a Suprema Corte Japonesa, decidiu que os direitos autorais desta obra pertence a fundação criada pelo professor Masaharu Taniguchi que se chama Seicho-No-Ie-Shakaiji-gyodan, e a mesma cedeu o direito de comercialização e reprodução para a Igreja Masaharu Taniguchi Sensei o Manabukai do Japão.
A reedição da coleção no Japão, fez com que a coleção passasse a ter 65 volumes, pois os volumes que foram alterados devido a intervenção americana no Japão, voltaram a sua forma original.
No Brasil, a leitura de um dos livros pelos irmãos Daijiro e Miyoshi Matsuda resultou, não apenas o despertar espiritual de ambos, mas também, o surgimento da Seicho-No-Ie como movimento organizado e difundido em toda nação.